# 国家体育场 (马尔代夫)
国家体育场，即加洛卢·丹都体育场，是一个坐落于马尔代夫马累的综合体育场，目前由马尔代夫足球协会管理运营。

## 现况
目前，马尔代夫国家体育场为马尔代夫足球联赛所有比赛的举办地，同时也是马尔代夫国家足球队国际比赛的举办地。体育场可同时容纳11850人观赛。该体育场是马尔代夫全国唯一一个带有草皮的综合体育场，由于马尔代夫的土壤并不适宜种草，该体育场的草皮均为国外生产。

## 重建与修复
由于2015年国家体育场承办了马尔代夫建国50周年大庆，导致草皮严重受损，无法承办比赛。加之因2014年亚足联挑战杯起对体育场的设施进行了更严格的要求，国家体育场被迫开始进行设施改造和升级工程。受到工程影响，2015年9月8日，2018年国际足联世界杯预选赛马尔代夫队与中国队的比赛被迫转移至澳门举办，但最后更改至沈阳举办。